# 大阪成蹊短期大学
大阪成蹊短期大学（おおさかせいけいたんきだいがく、英語: Osaka Seikei College）は、大阪府大阪市東淀川区相川三丁目10-62に本部を置く日本の私立大学。1933年創立、1951年大学設置。大学の略称は成蹊。

## 概観

### 大学全体
- 大阪府大阪市東淀川区に所在する日本の私立短期大学で、設置主体は学校法人大阪成蹊学園[1]。
- 1951年、2学科体制の大阪成蹊女子短期大学として設置された[注 4]。
- 2023年6月29日時点では、7学科を擁する全国でも屈指の大規模短期大学となっている。ピーク時の1学年定員は1,480人だったが、現在は一部の学科が大阪成蹊大学に改組され、規模縮小されている（ちなみに2011年5月での在学生数は1,217人である）。
- 創立以来約69,000人もの人材を育成、輩出してきた。（2011年3月現在）

### 建学の精神（校訓・理念・学是）
- 大阪成蹊短期大学における建学の精神は「桃李不言下自成蹊」となっている。これは中国古典の司馬遷の「史記」にある一文から引用したもので、「桃李の如く美しく花咲き、甘き果実を結び、人々から愛され、親しまれるような人物を社会へ送り出す云々」という意味合いが込められている。
- 行動指針は「忠恕（ちゅうじょ）」で、「夫子の道は忠恕のみ」の言葉より、「忠」は誠実、「恕」は思いやりを表し、誠を尽くし人の立場になって考え行動するという意味であり、建学の精神を実践するにあたり、「忠恕」を行動の指針としている。

### 教育および研究
- 大阪成蹊短期大学における教育（5つのフィールドと11の学び）
  - 児童教育学科
    - 初等教育学専攻：「小学校教諭」と「幼稚園教諭」を育成する専攻課程。2回生では大阪市内の教育実習依頼校（小学校）や学生の母校（小学校）などで教育実習を行っている。また附属こみち幼稚園をはじめ、府内の依頼園や学生の出身園で教育実習が行われている。初等教育学科では保育士資格は取得できない。
    - 幼児教育学専攻：「保育士」と「幼稚園教諭」を育成する専攻課程。初等教育専攻と同様、附属こみち幼稚園をはじめ、府内の依頼園や学生の出身園で教育実習が行われている。

  - 総合生活学科：栄養に関する科目を学ぶ栄養コース、食物に関する科目を学ぶ食物コース（調理クラス・フードコーディネートクラス）、服飾に関する科目を学ぶ生活デザインコース（アパレルデザインクラス・ファッションコーディネートクラス）がある。
  - 観光学科：全国の短大で唯一の観光学科であり、宿泊業・旅行業・運輸業に関する専門科目を学び、旅行業務取扱管理者資格などの取得支援も行われている。オーストラリアでの語学研修もある。
  - 経営会計学科：経営学・会計学・工業簿記・商法・マーケティングなどビジネス系の専門科目を学ぶ。
  - 創造文化学科：コミュニケーションの手段である表現についての専門科目を日本語や日本文化、英語や英米文化の視点から学ぶ学科となっている（文化表現コース・パフォーマンスコース）。
- オーストリアのビクトリア大学で海外研修（創造文化学科）やジェームズクック大学で語学研修制度（観光学科）がある。
- 濟州島の濟州觀光大學で語学研修制度がある（観光学科）。

### 学風および特色
- 大阪成蹊短期大学は、2005年度に財団法人短期大学基準協会JACAの第三者評価より『適格』と認定を受けている [5]。
- 全国の短期大学で唯一の観光学科がある
- 設置学科が7つと大規模な短期大学である。但し、2025年度入学生より5学科に減少決定。
- 男女共学である（かつては女子のみだった）
- 児童教育学科を中心に社会人学生も多数いる
- 学生はもちろん、職員も自動車通学通勤は認められていない。ただ、自転車やバイクでの通学は許可さえあれば可能
- 2011年度より学内すべて禁煙（校門付近も禁煙）。
- 学内でのあいさつ運動がかなり浸透している。
- 2011年12月より、大阪市東淀川区相川地区は、大阪市より「たばこ市民マナー向上エリア制度」に登録・承認され、路上喫煙防止地区となった。したがって、学内だけでなく大学付近全体が禁煙となった。この制度に教育機関が参加するのも全国初のものである。学内はもちろん相川地区で喫煙が発見された場合は処罰される
- 2012年度より、スクールバス（無料）がJR吹田駅 - 阪急相川駅間（所要時間7分）、および地下鉄井高野駅 - 相川キャンパス間（所要時間5分）の運行となる。ただ、JR吹田駅から乗った場合は、阪急の相川駅で降りて駅から大学までは歩くことになる（同駅から本学までは徒歩3分程度）
- 2016年度より、栄養学科と調理・製菓学科の新設により一旦は7学科に増えたが、2025年度以降の入学生より2学科減少することが決まっている。

## 沿革
- 1933年
  - 3月29日 実業学校令による高等成蹊女学校が開校される[注 5]。
- 1937年
  - 大阪高等成蹊女学校と改称。
- 1951年
  - 3月7日 大阪成蹊学園が学校法人として認可される[8]。
  - 同 左記を以て文部省[注 6]より短期大学の設置が認可される[注 7]。
  - 4月1日 大阪成蹊女子短期大学が以下の学科体制にて開学[10]。
    - 国文科第一部[注釈 2] 入学定員40名[注釈 2]
    - 家政科第一部[注釈 3]入学定員40名
- 1952年
  - 4月1日 国文科及び家政科にそれぞれ第二部を置き、以下の学科体制とする[12]。
    - 国文科 
      - 第一部 入学定員40名
      - 第二部 入学定員40名[注釈 2]

    - 家政科 
      - 第一部 入学定員40名
      - 第二部 入学定員40名[注釈 3]

  - 同 大阪成蹊学園こみち幼稚園開設。
- 1953年
  - 4月1日 以下の学科を新設する[13]。
    - 保育科 
      - 第一部 入学定員40名
      - 第二部 入学定員40名 修業年限3年制
- 1954年
  - 5月1日 学生数[14]/定員
    - 家政科
      - 第一部 159[注釈 4]/80
      - 第二部 52[注釈 4]/80

    - 国文科
      - 第一部 104[注釈 4]/80
      - 第二部 47[注釈 4]/80

    - 保育科
      - 第一部 84[注釈 4]/80
      - 第二部 79[注釈 4]/120
- 1956年
  - 4月1日 この年度の入学生より保育科を以下の学科体制に改組[15]。
    - 初等教育科
      - 第一部 入学定員40名
      - 第二部 入学定員40名
- 1957年
  - 3月31日 旧来の保育科第一部、第二部は左記をもって廃止となる[16]。
- 1958年
  - 4月1日 家政科第一部の入学定員を40→120に増員[17]。
- 1958年
  - 5月1日 学生数[18]/定員
    - 家政科
      - 第一部 163[注釈 4]/160
      - 第二部 0/80

    - 国文科
      - 第一部 37[注釈 4]/80
      - 第二部 0/80

    - 初等教育科
      - 第一部 97[注釈 4]/80
      - 第二部 0/120
- 1959年
  - 5月1日 学生数[19]/定員
    - 家政科
      - 第一部 248[注釈 4]/240
      - 第二部 -/80

    - 国文科
      - 第一部 37[注釈 4]/80
      - 第二部 -/80

    - 初等教育科
      - 第一部 88[注釈 4]/80
      - 第二部 -/120
- 1960年
  - 5月1日 学生数[20]/定員
    - 家政科
      - 第一部 117?[注釈 4]/240
      - 第二部 -/80

    - 国文科
      - 第一部 353?[注釈 4]/80
      - 第二部 -/80

    - 初等教育科
      - 第一部 ?/80
      - 第二部 -/120
- 1961年
  - 5月1日 学生数[21]/定員
    - 家政科
      - 第一部 444[注釈 4]/240
      - 第二部 -/80

    - 国文科
      - 第一部 105[注釈 4]/80
      - 第二部 -/80

    - 初等教育科
      - 第一部 199[注釈 4]/80
      - 第二部 -[注釈 4]/120
- 1962年
  - 5月1日 学生数[22]/定員
    - 家政科 477[注釈 4]/240
    - 国文科 172[注釈 4]/80
    - 初等教育科 237[注釈 4]/80
- 1963年
  - 3月31日 左記をもって国文科第二部、家政科第二部、初等教育科第二部が正式に廃止となる[注釈 5]
  - 4月1日 以下の学科を増設する[注釈 5]。
    - 体育科 入学定員40名

  - 5月1日 学生数[24]/定員
    - 家政科 491[注釈 4]/240
    - 国文科 200[注釈 4]/80
    - 初等教育科 279[注釈 4]/80
    - 体育科 35[注釈 4]/40
- 1964年
  - 4月1日 以下の学科を増設する[25]。
    - 英文科 入学定員40名[注釈 6]

  - 5月1日 学生数[27]/定員
    - 家政科 451[注釈 4]/240
    - 国文科 156[注釈 4]/80
    - 初等教育科 236[注釈 4]/80
    - 体育科 60[注釈 4]/80
    - 英文科 37[注釈 4]/40
- 1965年
  - 4月1日 学科の入学定員増を以下の通り行う[28]。
    - 国文科 40[注釈 6]→80[注釈 7]
    - 英文科 40[注釈 6]→80[注釈 7]
    - 家政科 120[注釈 6]→200[注釈 7]

  - 5月1日 学生数[30]/定員
    - 家政科 512[注釈 4]/320
    - 国文科 165[注釈 4]/120
    - 初等教育科 294[注釈 4]/80
    - 体育科 67[注釈 4]/80
    - 英文科 92[注釈 4]/120
- 1966年
  - 4月1日 初等教育科の入学定員を40[注釈 7]→100[31]に増員[32]。
  - 5月1日 学生数[33]/定員
    - 家政科 824[注釈 4]/400
    - 国文科 323[注釈 4]/160
    - 初等教育科 582[注釈 4]/140
    - 体育科 124[注釈 4]/80
    - 英文科 204[注釈 4]/160
- 1967年
  - 4月1日 以下の学科を増設する[注 8]。
    - デザイン科 入学定員100名[注釈 8]
    - 観光科 入学定員50名[注釈 8]

  - 5月1日 学生数[38]/定員
    - 家政科 890[注釈 4]/400
    - 国文科 357[注釈 4]/160
    - 初等教育科 826[注釈 4]/200
    - 体育科 144[注釈 4]/80
    - 英文科 265[注釈 4]/160
    - デザイン科 記載なし/100
    - 観光科 記載なし/50
- 1968年
  - 5月1日 学生数[39]/定員
    - 家政科 798[注釈 4]/400
    - 国文科 280[注釈 4]/160
    - 初等教育科 1011[注釈 4]/200
    - 体育科 133[注釈 4]/80
    - 英文科 255[注釈 4]/160
    - デザイン科 201[注釈 4]/200
    - 観光科 146[注釈 4]/100
- 1969年
  - 4月1日 デザイン科をデザイン美術科に改称[40]。
- 1971年
  - 4月1日 初等教育科を児童教育学科に改称し、入学定員を100[41]→200[42]に増員。さらに以下の専攻課程を置く[注 9]。
    - 初等教育学専攻 入学定員150名
    - 幼児教育学専攻 入学定員50名

  - 同 学科名を以下の通り改称する[44]。
    - 国文科→国文学科
    - 英文科→英文学科
    - 家政科→家政学科
    - 体育科→体育学科

  - 5月1日 学生数[45]/定員
    - 家政科 765[注釈 4]/400
    - 国文科 369[注釈 4]/160
    - 児童教育学科 1017[注釈 4]/300
    - 体育科 142[注釈 4]/80
    - 英文科 352[注釈 4]/160
    - デザイン美術科 210[注釈 4]/200
    - 観光科 238[注釈 4]/100
- 1975年
  - 大阪成蹊学園こみち幼稚園を大阪成蹊女子短期大学附属こみち幼稚園と改称。
- 1976年
  - 4月1日 学科の入学定員を以下の通り行う[46]。
    - 家政学科 200[注釈 9]→300[注釈 10]
    - 国文学科 80[注釈 9]→150[注釈 10]
    - 児童教育学科
      - 初等教育学専攻 150[注釈 9]→200[注釈 10]
      - 幼児教育学専攻 50[注釈 9]→100[注釈 10]

    - 体育学科 40[注釈 9]→80[注釈 10]
    - 英文学科 80[注釈 9]→150[注釈 10]
    - 観光学科 50[注釈 9]→100[注釈 10]

  - 5月1日 学生数[49]/定員
    - 国文学科 445[注釈 4]/230
    - 家政学科 809[注釈 4]/500
    - 児童教育学科 946[注釈 4]/500
    - 体育学科 249[注釈 4]/120
    - 英文学科 419[注釈 4]/230
    - デザイン美術科 172[注釈 4]/200
    - 観光科 285[注釈 4]/150
- 1986年
  - 4月1日 学科の入学定員増を以下の通り行う[注 10]。
    - 国文学科 150[注釈 11]→250[注釈 12]
    - 英文学科 150[注釈 11]→250[注釈 12]
    - 観光学科 100[注釈 11]→200[注釈 12]

  - 5月1日 学生数[54]/定員
    - 国文学科 504[注釈 4]/400
    - 家政学科 847[注釈 4]/600
    - 児童教育学科 802[注釈 4]/600
    - 体育学科 227[注釈 4]/160
    - 英文学科 470[注釈 4]/400
    - デザイン美術科 224[注釈 4]/200
    - 観光学科 508[注釈 4]/300a
- 1992年
  - 5月1日 学生数[注 11]/定員
    - 国文学科 629[注釈 4]/500
    - 家政学科 839[注釈 4]/600
    - 児童教育学科 748[注釈 4]/600
    - 体育学科 222[注釈 4]/160
    - 英文学科 621[注釈 4]/500
    - デザイン美術科 232[注釈 4]/200
    - 観光学科 572[注釈 4]/400
- 1999年
  - 5月1日 学生数[57]/定員
    - 国文学科 326[注釈 4]/500
    - 家政学科 711[注釈 4]/600
    - 児童教育学科 706[注釈 4]/600
    - 体育学科 209[注釈 4]/160
    - 英文学科 307[注釈 4]/500
    - デザイン美術科 261[注釈 4]/200
    - 観光学科 452[注釈 4]/400
- 2000年
  - 4月1日 学科の入学定員減を以下の通り行う[58]。
    - 国文学科 250→220
    - 英文学科 250→220
- 2002年
  - 4月1日 以下の学科の学生募集を最終とする[注釈 13]。
    - 体育学科
    - デザイン美術科
    - 国文学科
    - 英文学科
- 2003年
  - 4月1日 大阪成蹊短期大学'と改称し[59]、共学化。
  - 同 以下の学科を増設する。
    - 経営会計学科 入学定員120名

  - 同 既存の学科、専攻課程の入学定員を以下の通り変更する[59]。
    - 児童教育学科初等教育専攻 200→120
    - 観光学科 100→90

  - 同 この年度の入学生より国文学科に英文学科を統合し始め、表現文化学科として改めて設置する。入学定員は100名[59]。
  - 同 家政学科を総合生活学科に改称[59]。
- 2004年
  - 5月31日 左記をもって以下の学科を正式に廃止とする[60]。
    - 国文学科
    - 体育学科
    - 英文学科
    - デザイン美術科
- 2006年
  - 4月1日 学科の入学定員を以下の通り変更する[61]。
    - 表現文化学科 100→80
    - 経営会計学科 120→80
- 2007年
  - 4月1日 一部、学科の入学定員を以下の通り変更する[62]。
    - 児童教育学科幼児教育専攻 100→150
    - 現文化学科 80→50
    - 経営会計学科 80→60
- 2011年
  - 4月1日 表現文化学科を創造文化学科に改称[63]。
- 2012年
  - 4月1日 児童教育学科の各専攻における入学定員を以下の通り変更する[64]。
    - 初等教育学専攻 120→70
    - 幼児教育学専攻 150→200
- 2013年
  - 4月1日 児童教育学科の各専攻における入学定員を以下の通り変更する[65]。
    - 初等教育学専攻 70→30
    - 幼児教育学専攻 200→240

  - 同 児童教育学科初等教育学専攻の学生募集を最終とする[注釈 14]。
- 2014年
  - 1月 平成26年度大学入試センター試験参加短期大学の1校となる[67]。
  - 4月1日 児童教育学科を幼児教育学科に改称し、入学定員を270→240に減員[66]。
  - 同 創造文化学科をグローバルコミュニケーション学科に改称[66]。
- 2015年
  - 1月 平成27年度大学入試センター試験参加短期大学の1校となる[68]。
- 2016年
  - 1月 平成28年度大学入試センター試験参加短期大学の1校となる[69]。　
  - 3月31日 左記をもって児童教育学科の両専攻課程を正式に廃止とする[70]。
  - 4月1日 この年度の入学生より旧来の総合生活学科を以下の3学科に分離[70]。
    - 生活デザイン学科 入学定員50名
    - 栄養学科 入学定員120名
    - 調理・製菓学科 入学定員120名

  - 同 以下の学科について其々、入学定員変更とする[70]。
    - 幼児教育学科 240→300
    - グローバルコミュニケーション学科 50→30
    - 経営会計学科 60→50
- 2019年
  - 3月31日 旧来の総合生活学科を廃止とする[71]。
- 2020年
  - 4月1日 以下の学科について、次の通り入学定員減とする[72]。
    - 幼児教育学科 300→280
    - 栄養学科 120→80
    - 調理・製菓学科 120→100
- 2024年
  - 4月1日 この年度で観光学科及びグローバルコミュニケーション学科の学生募集を最終とする[注 12]。

## 基礎データ

### 所在地
- 大阪府大阪市東淀川区相川3-10-62[74]

### 交通アクセス
- 阪急京都本線相川駅下車（徒歩3分）
- 地下鉄今里筋線井高野駅下車（徒歩10分）
- 無料スクールバス（JR吹田駅-阪急相川駅、地下鉄井高野駅-相川キャンパス）
- スクールバス時刻表

### 象徴
- 大阪成蹊短期大学のカレッジマークは桃の花をイメージしている[74]。

## 教育および研究

### 組織

#### 学科[注釈 15]
- 生活デザイン学科 入学定員40名
- グローバルコミュニケーション学科 入学定員20名[注釈 16]
- 幼児教育学科 入学定員70名
- 観光学科 入学定員60名[注釈 16]
- 経営会計学科 入学定員70名
- 栄養学科 入学定員100名
- 調理・製菓学科 入学定員100名

##### 過去の学科[注 13]
- 国文科
  - 第一部→国文学科→表現文化学科→創造文化学科→グローバルコミュニケーション学科
  - 第二部 入学定員40名[注釈 17]。
- 家政科
  - 第一部→家政学科→総合生活学科→生活デザイン学科
  - 第二部 入学定員40名[注釈 17]
- 保育科→初等教育科→児童教育学科
  - 第一部→児童教育学科初等教育学専攻 入学定員30名[注 14]
  - 第二部 入学定員40名[注釈 17]
- 体育科→体育学科 入学定員80名[注釈 18]
- 英文科→英文学科 入学定員220名[注釈 18]
- デザイン美術科 入学定員100名[注釈 18]

##### 取得資格について
- 保育士：幼児教育学科にて設置されている。
- 栄養士：総合生活学科栄養コースにて設置されている。
- 調理師：総合生活学科食物コース調理クラスに所属する必要がある。
- 図書館司書資格が全学科にて取得できる。
- フードスペシャリスト資格：総合生活学科食物コース食物クラスに所属する必要がある。
- 司書教諭資格（小学校二種免許または中学校二種免許取得者に限る。）
  - 児童教育学科初等教育学専攻
  - 総合生活学科
  - 創造文化学科

教職課程
- 中学校教諭二種免許状[注 15]
  - 国語：創造文化学科。かつて国文学科に設置されていた。
  - 英語：かつて英文学科、創造文化学科に設置されていた。
  - 家庭：総合生活学科食物コース食物クラスにて設置されていた。
  - 美術：過去にあったデザイン美術科にて設置されていた。
  - 保健体育：過去にあった体育学科にて設置されていた。
- 小学校教諭二種免許状：児童教育学科初等教育学専攻にて設置されている。過去にあった初等教育科II部にも設置されていたものとみられる。
- 幼稚園教諭二種免許状
  - 児童教育学科
    - 幼児教育学専攻
    - 初等教育学専攻

  - 過去にあった、保育科・初等教育科第二部部にも設置されていた[79]。
- 栄養教諭二種免許状：総合生活学科栄養コースにて設置されている。

#### 附属機関
- 大阪成蹊短期大学附属図書館
- 大阪成蹊短期大学附属こみち幼稚園
- 大阪成蹊短期大学教育研究支援センター
- 大阪成蹊短期大学国際交流センター

### 研究
- 『大阪成蹊女子短期大学研究紀要』[80]
- 『大阪成蹊短期大学研究紀要』[81]
- 上島幸子ほか編『大阪府の郷土食に関する研究』[82]ほか。

## 学生生活

### 部活動・サークル活動
- 運動部：
  - 陸上競技部
  - フットサル部
  - テニス部
  - バトントワリング部
  - 水泳部
  - 男女バスケットボール部
  - 女子バレーボール部
  - バドミントン部
- 文化系  
  - 合唱部
  - ボランティア部
  - 軽音楽部
  - ブラスバンド部
  - 文芸部
  - 茶道部
  - 観光マーケティング部
  - 演劇部
  - アジア食文化研究部（スプーン）
  - レクレーション部
  - 国際交流部
  - 映像部
  - リスナー部
  - 漫画研究部（ＳＯＳ団）
  - マルチメディア表現部（マダラ）
  - 写真部
  - アート＆デザイン部（AME）
- サークル
  - テニスサークル
  - Free Styleサークル
  - ストリートダンスサークルV.I.P
  - ゴルフサークル
  - Hot Basketballサークル
  - バドミントンサークル
  - サッカーサークル
  - 女子フットサルサークル
  - 筋トレサークル
  - 卓球サークル
  - 食育サークル
  - 料理サークル（glory kitchen）
  - 写真サークル
  - 雑貨サークル（made in Japan）
  - 経営経理塾サークル
  - 英語（TOEIC）塾サークル
  - 情報技術塾サークル
  - 起業塾サークル
  - 公務員塾サークル
  - 日本語塾サークル
  - スポーツ観戦サークル
  - 天文学サークル

### 学園祭
- 大阪成蹊短期大学の学園祭は「桃花祭」と呼ばれ、2011年度は10月22日・23日に行われた。吉本芸人によるライブにspan!・女と男・和牛が来訪し、JAMOSAのLIVEや軽音楽部による演奏などが催された。
- 2012年度は10月13日（土）から14日（日）に開催された。メインゲストにTEEや吉本芸人テンダラー・ダイアンの他、89 with Fire monkey や JACK EARZ などが来訪した。

### スポーツ
- バレーボールが強く、当短大で最古のクラブで全日本大学選手権での常連となっている。

## 大学関係者と組織

### 大学関係者一覧
- 橋谷義人（農学博士、大阪成蹊女子短期大学学長）

#### 出身者
- 谷口智子（フリーアナウンサー）
- 小山裕香（声優、ナレーター）
- 浜内千波（料理研究家）
- 小林亜也子（森川あやこ）（元女優、人財育成コンサルタント）
- 梶原はるな（お笑いコンビ「レモンコマドリ」メンバー）

## 施設

### キャンパス
- 本館（5階建て）
- 西館（5階建て）
  - 1階には、学生食堂「ラ・サンティエ」やコンビニがある。（2010年12月に改装）ラ・サンティエとはフランス語で「こみち（蹊）」を意味する。
  - 3階には、「ラウンジ」250席以上ある。（2012年4月完成）
  - 100室のピアノ個人練習室とピアノ個人レッスン室がある。放課後の自習にも利用できる。
- 中央館（5階建て）
- 北館（4階建て）
  - 視聴覚教育とコンピュータを統合し、マルチメディアシステムを導入した多目的情報教育施設。パソコンはいつでも自由に使える。
  - 1階は駐輪場や第一グランド（サンパティオ）とつながった多目的なスペースになっている。
- キャンパス広場：2010年に新しくなった。天気の良い日はここで弁当など食べられる。
- 図書館（7階建て）
  - 赤レンガの建物で、本学のシンボル的存在。約28万冊の蔵書がある。
- 第一体育館：2階建てで、第二体育館と通路でつながっている。
- 第一グラウンド：通称「サンパティオ」と呼ばれ、全面芝生の広場である。高校生も授業や課外活動等でよく利用している。
- 南館：本キャンパスから道路を隔てた場所にある。2012年より芸術学部が入った。
- 第二体育館：トレーニングルームや器械体操室もある。屋上に屋根が開閉する「全天候型プール」がある。
- 東館：2012年より芸術学部が入った。
- 第三体育館（トロワジム）：アスレティックジム・エアロビクススタジオ・フリークライミング施設（短大では珍しい）がある。
- 第二グラウンド：桜の名所ともなっている。陸上競技やサッカーなど多目的に使える。
- テニスコート：4面分のテニスコートがある。
- 美術アトリエ棟：2012年に芸術学部が入った。
- 蹊友会館
- 以前は「こみち寮」「むつみ寮」「めぐみ寮」などの大学の寮があったが、現在はない。職員宿舎もない。

### その他
- 滋賀県大津市：学園の在学生や職員は格安で利用できる[83]。

## キャンパス周辺
- 本部キャンパスの北に安威川が流れ、東には番田井路（水路）が流れ、南には神崎川が流れている。大学はちょうど川の中州状態の中に建っている。（番田井路は安威川とほぼ並行に流れているが、大学のところで分かれ、神崎川に合流している。）
- 蹊友会館の東（番田井路）には大学の名前にちなんだ「成蹊橋」が架かっている。

## 対外関係

### 他大学との協定

#### 国内
- 大阪学院大学との単位互換

#### カナダ
- フレミング大学

#### オーストラリア連邦
- ビクトリア大学

#### 大韓民国
- 濟州觀光大學

### 系列校
- 大阪成蹊大学 - 単位互換協定を結んでいる
- びわこ成蹊スポーツ大学 - 単位互換協定を結んでいる
- 大阪成蹊女子高等学校

## 社会との関わり
- 地域活動の一環として「わくわく子育て講座」が催されている。
- 2009年6月8日に大阪市立啓発小学校と児童教育学科初等教育学専攻との間で学校間提携が成立し、小学校側からは教員をめざす大学生の希望を尊重した実習の場の提供、大学側からは小学校の教育活動に対する学生ボランティア支援という形で双方に調印した。

## 卒業後の進路について

### 編入学・進学実績
- 総合生活学科：大阪国際女子大学ほか
- 経営会計学科：京都産業大学ほか
- グローバルコミュニケーション学科：大阪府立大学・大阪経済法科大学ほか